# Sremski Mihaljevci
Sremski Mihaljevci (en serbe cyrillique : Сремски Михаљевци) est un village de Serbie situé dans la province autonome de Voïvodine. Il fait partie de la municipalité de Pećinci dans le district de Syrmie (Srem). Au recensement de 2011, il comptait 769 habitants.
L'église Saint-Jean-le-Théologien de Sremski Mihaljevci a été construite en 1816.

## Démographie

### Évolution historique de la population
| 1948  | 1953  | 1961  | 1971 | 1981 | 1991 | 2002 | 2011 |
| ----- | ----- | ----- | ---- | ---- | ---- | ---- | ---- |
| 1 044 | 1 008 | 1 027 | 865  | 837  | 862  | 837  | 769  |

|  |